# GD Diana (szachy)
Grupo Desportivo Diana – portugalski klub szachowy z siedzibą w Évorze, sekcja GD Diana, trzykrotny mistrz Portugalii.

## Historia
Sekcja szachowa GD Diana powstała na początku lat osiemdziesiątych. W sezonie 1994/1995 zawodnicy klubu awansowali do Primeira Divisão. W swoim debiutanckim sezonie na najwyższym szczeblu rozgrywek klub zdobył mistrzostwo kraju. W sezonie 1996/1997 zespół z przyczyn finansowych nie przystąpił do Pucharu Europy, jednak zdobył wówczas Superpuchar Portugalii i wicemistrzostwo kraju. W latach 1998–2000 szachiści GD Diana trzy razy z rzędu zajęli trzecie miejsce w lidze, a w sezonach 2002/2003 i 2004 zdobyli wicemistrzostwo. W sezonach 2006/2007 i 2007/2008 zawodnicy klubu zdobyli mistrzostwo i puchar kraju, jednak ponownie nie uczestniczyli w Pucharze Europy. W 2007 i 2008 roku zespół zdobył ponadto superpuchar kraju. W sezonie 2009/2010 uzyskano trzeci Puchar Portugalii.